# 神山镇 (赤壁市)
神山镇，是中华人民共和国湖北省咸寧市赤壁市下辖的一个乡镇级行政单位。

## 行政区划
神山镇下辖以下地区：
西凉村、西湖村、凤凰村、埠头村、文清村、大桥村、神山村、毕畈村、马铺村、洪岭村、龙岭村、钟岭村、钟鸣村、连塘村、油岭村、熊岭村、宋河村和青云村。